# Corydalis brunneovaginata
Corydalis brunneovaginata är en vallmoväxtart som beskrevs av Friedrich Karl Georg Fedde. Corydalis brunneovaginata ingår i släktet nunneörter, och familjen vallmoväxter. Inga underarter finns listade i Catalogue of Life.